# Oprah Winfrey
Oprah Gail Winfrey, ameriška medijska lastnica, TV-voditeljica, igralka, producentka in filantrop, * 29. januar 1954.
Oprah je najbolj znana po svoji oddaji, ki je bila izjemno odmevna in zakupljena v veliko državah zunaj ZDA. Je edina temnopolta milijarderka v ZDA, prejela častne doktorate univerz Duke in Harvard.

## Zgodnje življenje
Winfrey je bila sprva imenovana "Orpah" po osebi s Svetega pisma iz Rutine knjige. Večina ljudi je izgovarjalo ime drugače in, čeprav je Orpah ime v rojstnem listu, je spremenila ime.
Winfrey je bila rojena v mestu Kosciusko, v zvezni državi Mississippi, neporočeni najstniški materi. Kasneje je dobila objasnilo, da je bila posledica enega samega intimnega stika z moškim, s katerim je kmalu zatem prekinila zvezo. Njena mater Vernita Lee (rojena 1935), je bila gospodinja. Winfrey ima očeta, oziroma očetovski lik, Vernona Winfreya (rojen 1933), ki je skozi življenje bil tako rudar, brivec in mestni svetnik, za časa njenega rojstva pa je bil vojak. A javil se je še kmet in veteran druge svetovne vojne Noah Robinson, Sr. (rojen 1925), ki prav tako trdi, da je njen biološki oče. 
Po Oprahinem rojstvu je njena mama odpotovala proti severu in Winfrey je preživela prvih šest let v podeželski revščini z babico po materini strani Hattie Mae (Presley) Lee (rojena 15.april 1900-umrla 27.februarja 1963), kjer je bilo bivanje tako revno, da je Oprah pogosto nosila oblačila prirejena iz krompirjevih vreč, zaradi česa so se otroci soseščine pogosto norčevali z nje. Njena babica jo je učila brati že pred tretjim letom starosti in jo vodila v bližnjo cerkev, kjer so jo oklicali za "pridigarko", saj je znala citirati verze iz Svetega pisma. Babica jo je tepla s palico, če ni opravila dolžnosti ali se slabo vedla.
Pri šestih letih je Oprah Winfrey bila preseljena v mesto v blokovsko soseščino Milwaukeeja v zvezni državi Wisconsin skupaj s svojo mamo Vernita Lee, ki je bila precej manj v oporo in podporo, kot njena babica. Mama je delala dolge ure kot služkinja. Okoli tega časa Vernita Lee porodi še eno hči, Oprahino polsestro Patricio, ki je kasneje februarja 2003 stara 43 let umrla od odvisnosti s kokainom. Do leta 1962 Oprahina mama Lee težko izvaja vse starševske obveznosti do obeh hčera, zato je Oprah začasno preseljena k Vernonu v Nashville. Ko je Oprah skupaj z Vernonom, dobi še tretjo polsestro, ki je bila oddana v posvojitev, da bi ekonomsko prenesla mati skrb za otroke. Kasneje je bila prav tako imenovana Patricia. Oprah sama je izvedela o svoji drugi polsestri šele leta 2010. Ko se je Oprah vrnila nazaj k materi, je Lee že porodila še fantka Jeffereya, ki tudi ne živi več, saj je leta 1989 preminil iz vzrokov obolelosti z AIDSom.
Winfrey je zatrdila, da je bila spolno zlorabljena. Takšna dejanja so storili njen bratranec, stric in družinski prijatelj, začelo se je z njenim devetim letom starosti. To je delila z občinstvom v epizodi s tematiko spolne zlorabe leta 1986. V času dopolnjene starosti 24 let je Winfrey odprla diskusijo doma, a so zavrnili njene trditve. Winfrey je nekoč v javnosti zatrdila, da se je odločila, da ne bo mater, saj sama ni bila dobro vzgojena. Na oddaji v intervjuju s Davidom Lettermanom se je velikokrat pohvalila, da pomaga svojim gojenkam akademije, ki tudi prenočijo pri njej in dobijo pri njej podporo in nasvet pri odraščanju in profesionalni karieri.
Pri trinajstih letih, po trpljenju in nekajletnih zlorabah, je Oprah pobegnila od doma. Pri štirinajstih letih postane noseča, a njen sin je rojen prezgodaj in je umrl kmalu po rojstvu. Winfrey je kasneje izjavila, da se je počutila izdano, ko je družinski član prodal zgodbo o smrti njenega sina tabloidom leta 1990. Pričela je obiskovati srednjo šolo, a je zaradi zgodnjih šolskih uspehov in programa prepoznavanja talentiranih učencev bila preseljena v predmestno kvalitetnejšo srednjo šolo, kjer je po njenih besedah bila nenehno zasmehovana zaradi revnega ozadja, ko se je vozila z avtobusom v šolo, marsikater sošolec pa je imel očeta, ki je bil služabnik očetu drugega sošolca. Pričela je krasti denar svoji materi, da bi lahko sledila potrošnji svojih vrstnikov, kar je vodilo v laži in prepire s svojo materjo. Družila se je s starejšimi fanti.
Zagrenjena in zafrustrirana mama jo je ponovno preselila k očimu Vernonu v Nashville, a tokrat je ni želela nazaj. Vernon je bil strog in dosleden, a v podporo in je veliko dal na njeno izobrazbo. Winfrey postane vzorna učenka, izglasovana je bila za najpopularnejšo punco in se pridruži ekipi za retorične nastope in v takšnem tekmovanju na ravni ZDA v dramatični interpretaciji postane z ekipo druga. Kot govorniška tekmovalka je dobila polno šolnino v Državni univerzi Tennessee, ki je spadala med zgodovinsko pomembne univerze za temnopolte. Tam je študirala komunikologijo. Njena prva služba je bila v lokalni špeceriji. Pri sedemnajstih letih je zmagala tudi v lepotnem tekmovanju za temnopolte Miss Tennessee. Pridobi tudi delo v lokalni radio postaji za temnopolte, kjer prevzame del novic. Tam dela tako v srednji šoli kot kasneje kot študentka za polovični delovni čas.

## Življenje in vpliv
Tako oddaja kot njena doživetja so globoko prepletena tako z družbo, manjšinami, kot tudi z njeno osebno zgodbo in odraščanjem.

### Zgodovina romanc
Winfreyin srednješolski sošolec Anthony Otey se spominja nedolžnega flirtanja ob zaključku srednje šole in ima shranjena ljubezenska pisemca iz tega obdobja. Oprah je bila vzorna učenka in dostojanstveno dekle. Pogovarjala sta se o poroki, a Otej trdi, da je vedno skrivoma vedel, da je Winfrey namenjeno veliko večje življenje kot bi ji ga on lahko nudil. Prekinila je z njim na Valentinovo.
Leta 1971, nekaj mesecev po Oteyu, Oprah sreča Williama "Bubbo" Taylora na svoji univerzi. Po nekem tedanjem novinarju je bil Taylor njena prva strastna ljubezenska zveza. Uredila mu je službo na radiu in ga želela na vsak način prepričati, da ostane z njo, celo šla je na kolena, da bi ga v to prepričala. Taylor ni želel zapustiti Nashville, Oprah pa so ponudili mesto v mestu Baltimore na televiziji. Tudi po oceni Oprah je šlo za pristno ljubezen in naklonjenost.
V sedemdesetih ima Oprah niz romantičnih zvez s sovoditelji. Tudi na televiziji doživi cel kup zapletov, z glave ji pade lasulja, joka med pripovedovanju o tragediji, a so ji nudili veliko podporo in so še vedno njena dobra prijateljstva.
Ko se je razšla z zadnjim sovoditeljem je imela 4-letno zvezo s poročenim moškim, ki ni imel nobenih namenov zapustiti svojo ženo. Winfrey je kasneje dala izjavo o tej vezi: "Imela sem razmerje z moškim štiri leta. Nisem živela z njim, nikoli nisem živela z nekom - in imela sem občutek, da sem brez njega ničvredna. Bolj kot me je zavračal, bolj sem ga želela. Počutila sem se izpraznjena, brez moči. Na koncu sem bila na tleh na mojih kolenih, proseča in modelujoča do njega." Winfrey postane tako depresivna, da 8.septembra 1981 napiše samomorino pismo svoji prijateljici, kjer ji naroča, da po njenem samomoru zaliva njene rože. "Temu pismu so posvetili preveč pozornosti", je kasneje povedala neki reviji: "Nikoli se ne bi ubila. Bilo bi mi žal isti trenutek, ko bi poskusila; nekaj res dobrega bi se zgodilo in jaz bi vse to zamudila."
Po Oprah je njeno čustveno vihranje stopnjevalo v težave s težo. To objasni:"Razlog, da se pridobila toliko telesne teže že izpočetka in razlog, da sem imela tako zgodovino nesrečnih ljubezenskih zvez z moškimi, je namreč, da sem potrebovala, želela odobravanje. Potrebovala sem, da me imajo vsi radi, ker sama sebe nisem imela posebej rada. Tako sem končala s krutimi s sabo obremenjenimi fanti, ki so mi povedali predvsem, kako sem sebična, sama pa sem na take besede odvrnila preprosto: Prav imaš, hvala, in jim bila hvaležna. Ni se mi zdelo smiselno, da bi si zaslužila več od tega. Zato sem pridobila toliko teže. To je bil najbolj preprost način, da se oblazinim proti nezadovoljstvu celega sveta."
Winfrey je kasneje priznala kajenje crack kokaina z moškim, s katerim je bila v istem obdobju ljubezensko povezana. To je objasnila na svoji oddaji:"Vedno sem čutila, da droga sama ni težava, bila sem odvisna od tega človeka." Dodala je še: "Ne morem si zamisliti stvari, ki je ne bi storila za tega človeka."
Winfrey je bila domnevno vpletena še v drugo ljubezensko vezo povezano z drogami. Randoph Cook, ki se je sam razglasil za njenega bivšega fanta, je zatrdil, da sta skupaj živela nekaj mesecev v letu 1985 in bila pod vplivom. Leta 1997 je Cook tožil Oprah, saj naj bi domnevno ovirala izdajo njegove knjige o njunem domnevnem razmerju. Želel je tako dobiti 20 milijonov dolarjev odškodnine.
Leta 1985, še preden je Winfreyina oddaja postala gledana po celih ZDA, je filmski producent iz Haitija Reginald Chevalier trdil, da je po nastopu v oddaji o dvojnikih in podobnih obrazih, pričel z njo razmerje. Romantični večeri v dvoje, s svečami obdane kopeli so bile pogoste, hodila sta na večerje z igralci kakršen je Michael Jordan in Danny Glover. Chevalier trdi, da je Winfrey prenehala z razmerjem, ko je spoznala Stedmana Grahama. Winfrey in njen fant Stedman Graham sta bila skupaj od leta 1986. V kratkem obdobju sta bila celo zaročena za poroko novembra 1992, a se obred nikoli ni izvedel.

### Oprahfikacija
The Wall Street Journal izpelje izraz "Oprahfication", da ponudi krajšo besedo za javno izpoved, kot izraz terapije[123]. Oprah je namreč svojo medijski izgled oblikovala s pomočjo osebnih podrobnosti in izpovedi, ki so občasno izplavale iz pogovora med oddajo in so tako povedale kaj tudi o voditeljici showa. Phil Donahue je objektivno poročal o težavah in zapletih neke teme, Oprah pa je izrabila televizijski medij kot tisti medij, ki vstopa v prostor povečini gospodinjstva in je prižgan tudi ob kosilu ali ko ni sogovornika ob osamljenih popoldnevih. Voditeljica oddaje tako ni le poročala o čustvovanjih, temveč je njena skrb za določene problematike bila poudarjena do tolikšne mere, da so tudi gledalci postali pozorni na iste težave, četudi prej ne bi bili. 
Oprah Winfrey je pomembna tudi kot vplivna osebnost, ki usmerja potrošnjo. Največ odmeva je bila deležna njena podpora knjigi in literaturi. Oprah's Book Club, del oddaje namenjen promoviranju dobrih knjig in branju, je postala izredno pomemben način promocije, saj je tudi prej obskuren naslov z nastopom v oddaji postal tržno pomemben. To je veljalo celo za stare klasike, John Steinbeck: Vzhodno od raja je po priporočilu ponovno postal najbolj prodajan roman.  Oprah je s takšnimi projekti dvigala tako intelektualno bazo svojih gledalcev kot tudi v času pomembnega tehnološkega booma ponujala razloge, da nekdo prebere knjigo, ki je drugače ne bi.
Gledalcev oddaje The Oprah Winfrey Show je bilo največ med sezono 1991–92, ko jih je bilo približno 13.1 millijonov Američanov na dan. Do 2003 so ocene padle do približno 7.4 millijonov na dan. Ocene so se ponovno dvignile leta 2005 do 9 milijonov, a potem so ponovno pristale na okoli 7,3 milijonov gledalcev 2008. Oddaja je ves čas bila najbolj gledana v svojem času. Oddajo je spremljalo oz. jo spremlja tudi občinstvo 140 drugih držav. 

### Dobrodelnost
Leta 1998, Winfrey ustvari del programa namenjen dobrodelnosti in tako podpira dobrodelne projekte in ponuja rente neprofitnim organizacijam po svetu. Organizacija je zbrala več kot 80 milijonov dolarjev, administrativne stroške vodenja dobrodelne organizacije pa pokriva Oprah sama. Prispevala in udeleževala se je tudi projekta reševanj humanitarne krize po hurikanu Katrina.

## Televizija
Leta 1983 se Winfrey preseli v Chicago in tam vodi polurno jutranjo oddajo AM Chicago. V nekaj mesecih je oddaja postala najbolj gledana oddaja v Chicagu. Filmski kritik ji je priporočil, da podpiše pogodbo o sindikaciji s podjetjem King World, saj bo izjemno uspešna s svojo oddajo. Oddajo preimenujejo v The Oprah Winfrey Show in jo podaljšajo na celo uro. Po celih ZDA se prične prenašati 8.septembra 1986. Zelo kmalu Oprah Winfrey postane izjemno gledana in premaga dosedanjo legendo tovrstnih pogovornih oddaj, kar je bilo tedaj še posebej izpostavljeno v medijih.
Ocene so bile tako na temo velike postave, srčne osebnosti, glasne, agresivne, velikosrčne osebnosti,, nežne, smešne, prizemljene in lačne TV voditeljice, ki prav zlahka lahko postane nevarna Philu Donahueu. Medijsko je bila postavljena kot enakovredna, če ne boljša, vsekakor pa bolj prizemljena kot njen konkurent.

### Slavne osebe v gosteh
Micheal Jackson leta 1993 prepusti Oprah intervju, ki postane četrti najbolj gledan dogodek v ameriški televizijski zgodovini in najbolj gledan intervju kadarkoli, saj so si ga ogledalo v živo 36.5 milijona gledalcev. 1.decembra 2005 pa postane sama kot intervjujanka večernega programa Davida Lettermana del zgodovine, saj ob zelo poznem terminu doseže izredno gledanost 13.45 milijonov gledalcev. Intervju je zanimiv, saj je zaključek baje pomembnega medijskega spora med dvema televizijskema voditeljema.

Raperji Ludacris, 50 Cent in Ice Cube kritizirajo Winfrey, saj ni naklonjena hip hop kulturi. Ludacris jo je izpostavil na intervjuju, da ni podpirala nekaterih besedil in mu je povzročala celo težave pri promoviranju filma na njeni oddaji. Oprah je odgovarjala na očitke, da nasprotuje vsem besedilom, ki ženske postavljajo na rob družbe, a se veseli nekaterih umetnikov, na primer Kanye Westa. 

## V drugih medijih

### Film
Winfrey je odigrala manjšo vlogo leta 1985 v filmu Stevena Spielberga Barva škrlata kot nesrečna gospodinja Sofia. Bila je nominirana za oskarja za to manjšo vlogo. Ko so film poskusili spraviti v gledališča, je podprla finančno tudi ta projekt. Oktobra 1998 je producirala in igrala v filmu Ljubljena Toni Morrison. Četudi je film bil močno medijsko hvaljen in je izrabila močno tudi Show za promocijo filma, ki je bil močno nagrajen že kot roman, film ni bil uspešen, končal je celo porazno, četudi so ga kritiki dobro ocenili. 

### Založništvo in pisanje
Winfrey je bila soavtor petih knjig.
Winfrey je izdajala tudi revijo O, The Oprah Magazine od leta 2004 do 2008, kot tudi gospodinjsko izdajo te revije. Revije je bila zelo uspešna, a naročnikov ni bilo vedno več. Bralci revije so po raziskavah občutno bolj premožni od povprečja, vsekakor pa bolj od TV gledalcev.

### Radio
Oprah Radio je postaja, ki je namenjena izdelkom, promotorjem in promocijskim gostom The Oprah Winfrey Showa in njene revije. Pričela je delovati 25.septembra 2006 iz Chicaga. Oddaja se imenuje tudi Oprah&prijatelji, pogodbeno pa je Oprah dolžna prispevati 30 minut na teden, 39 tednov na leto. Pri tem ji pomaga njena prijateljica in novinarka Gayle King.

### Igralka, sodeluje pri produkciji
| Leto | Naslov                      | Vloga                                   | opazke                                                                  |
| ---- | --------------------------- | --------------------------------------- | ----------------------------------------------------------------------- |
| 1985 | Barva škrlata               | Sofia                                   | Njen prvi film                                                          |
| 1986 | Native Son                  | Mrs. Thomas                             | Vodilna vloga                                                           |
| 1989 | The Women of Brewster Place | Mattie Michael                          | Miniserija                                                              |
| 1990 | Brewster Place              | Mattie Michael                          | TV serija                                                               |
| 1993 | There Are No Children Here  | LaJoe Rivers                            | Vodilna vloga TV filma                                                  |
| 1997 | Ellen                       | Terapevtkinja                           | "The Puppy Episode: Part 1" (#4.22) "The Puppy Episode: Part 2" (#4.22) |
| 1997 | Before Women Had Wings      | Zora Willams                            | Vodilna vloga TV filma                                                  |
| 1998 | Beloved                     | Sethe                                   | Vodilna vloga, pomemben film                                            |
| 1999 | Our Friend, Martin          | Coretta Scott King (glas)               | Film za DVD, VHS                                                        |
| 2006 | Charlotte's Web             | Gussy the Goose                         | Glas                                                                    |
| 2007 | Bee Movie                   | Sodnica Bumbleton                       | Glas                                                                    |
| 2009 | The Princess and the Frog   | Eudora                                  | Glas                                                                    |
| 2013 | The Butler                  | Gloria Gaines                           | Pomembna stranska vloga                                                 |
| 2014 | Selma                       | Annie Lee Cooper                        | Izvršni producent in stranska vloga.                                    |
| ???  | ????                        | Untitled Richard Pryor Biopic           | Richarda Pryora prababica                                               |
| 2015 | Queen Sugar                 | Igralka, izvršni producent in kreatorka |                                                                         |

## Produkcija
- 1989 – The Oprah Winfrey Show (posvetovalni producent – 8 epizod, 1989–2011)
- 1989 – The Women of Brewster Place (TV miniserija) (izvršni producent)
- 1992 – Nine (TV dokumentarni film) (izvršni producent)
- 1998 – Poroka (TV miniserija) (izvršni producent)
- 1998 – Ljubljena (producent)
- 1998 – David and Lisa (TV film) (izvršni producent)
- 1999 – Torki z Morriejem (TV film) (izvršni producent)
- 2001 – Amy & Isabelle (TV film) (izvršni producent)
- 2005 – Their Eyes Were Watching God (TV film) (izvršni producent)
- 2006 – Legends Ball (TV dokumentarni film) (izvršni producent)
- 2007 – The Great Debaters (producent)
- 2009 – The Dr. Oz Show (TV serija) (izvršni producent)
- 2009 – Precious (izvršni producent)
- 2011 – Your OWN Show (TV serija) (izvršni producent)
- 2011 – Serving Life (TV dokumentarni film) (executive producer)